# 페트롤라코사우루스

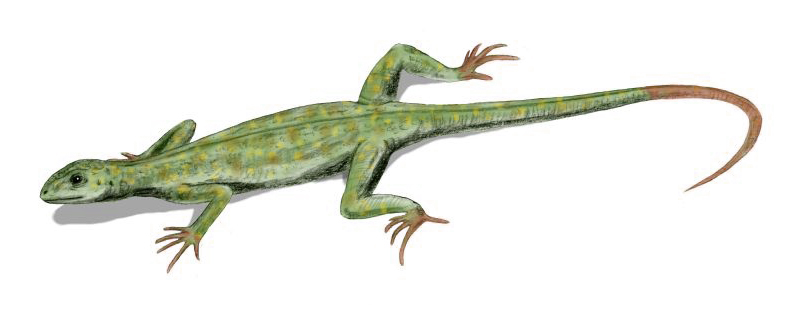

페트롤라코사우루스(학명:Petrolacosaurus kansensis)는 도마뱀목 까마귀도마뱀과에 속하는 도마뱀이다. 지금은 멸종된 종으로서 전체적인 몸길이가 2~4m인 중대형 도마뱀에 속한다.

## 특징
페트롤라코사우루스("록호수 도마뱀이란 뜻이다.")는 카본리퍼 말기부터 멸종된 디아피드 파충류의 한 속이다. 그것은 작은,40-센티미터(16에서 시작된다.)로서 오랫동안 파충류, 그리고 두개의 임시 페네스트래(그 두개골의 후면 부분에 구멍)과 가장 오래된 것으로 알려진 파충류이다. 이것은 공룡뿐만 아니라(조류로서 현대까지 생존하는 종이다.) 공룡과 다른 유명한 멸종 파충류인 플레시오사우루스, 어룡, 어룡과 같은 다른 유명한 파충류들을 결국 포함시킬 파충류들의 가장 크고 성공적인 방사선인 디압시다의 기저에 있었다는 것을 의미한다. 그러나 페르나코사우루스 자체는 페르미안 중엽에 멸종된 디압시드 가목의 짧은 초기 가지인 아라에오스셀리다의 일부였다. 최초의 페트롤라코사우루스 화석은 1932년에 캔자스 대학교 자연사 박물관의 현장 탐사에 의해 캔자스 주 가넷에서 발견되었다. 파티는 헨리 H. 레인, 클로드 히바드, 데이비드 던클, 월리스 레인, 루이 코힐, 커티스 헤세로 구성되었다. 불행하게도 현장 노트나 그들의 발견에 대한 문서들은 이용할 수 없다. 페트롤라코사우루스의 화석은 식물도 있는 적층 셰일 층 안에서 보존된 것으로 발견되었다. 유해가 발견된 지층은 어퍼 펜실베니아 시대(약 323~298ma)이다. 이 화석 자체는 약 3억 2백만 년 된 것으로 추정된다. 표본들은 페네스트레이 두 개와 약간 길쭉한 두개골을 가지고 있다는 것을 보여준다. 상측두측두측두측두엽은 확대궤도에 후방으로 위치한다.이것은 뚜렷이 디앱스한 성격이다. 턱에 있는 가장 큰 이빨은 주둥이의 앞쪽에 있었고 프리맥실라 뼈에서 분출되었다. 또한 맥실라에는 평균보다 더 큰 치아가 몇 개 있었는데 그것은 아마도 진정한 용암 파충류와 시냅스(암말 조상) 사이의 공통 조상으로부터 보존된 통조림 치아와 동음이의어였을 것이다. 의치에는 주변 치아가 있어 원시적인 형태의 얕은 임플란트를 보여준다. 그 구개체 배열은 영고이데스와 아주 흡사하다. 긴 경추 7개, 천골 2개, 카우달 척추 60개가 있다. 척추뼈의 수와 위치를 보면 페트롤라코사우루스가 몸통이 짧은 다소 목이 긴 파충류였음을 알 수 있다. 척추의 수와 스풀 같은 모양은 파충류가 죽은 자세 외에도 매우 유연한 생물이었음을 보여준다. 척추중심부는 원형(앞뒤에서 원추형)이었고 대측면 수축이 있었다. 이와 비슷한 우울증은 프리자이퍼포피스에서 포스트자이퍼포피스로 이어지는 거대한 신경 아치에서도 볼 수 있다. 이러한 압박은 견실한 체격을 유지하면서도 척추 기둥이 가벼워질 수 있도록 했다. 페트롤라코사우루스(Peteracosaurus)의 가슴 거들은 어룡과 같은 태사에서 발견된 거대한 거들과 비교하면 가볍다. 페트롤라코사우루스 표본은 확장된 복측 날을 가진 쇄골을 가지고 있었지만 크프라포리누스나 어룡보다 짧았다. 또한 끝이 둥글고 넓적한 큰 정강이 있다. 페트롤라코사우루스의 사지는 아라에오스셀리스와 같은 다른 원시 다이옵스에 비해 길고 가늘었다. 페트롤라코사우루스의 반경과 얼나는 비교적 길이가 같다. 이 두 뼈와는 달리 경골은 아스트라갈루스와 원위관절이 있기 때문에 경골보다 상당히 짧다. 이 길이 차이는 아스트라갈루스자리에는 긴 목과 버팀목이 있고 사선 플랫폼이 있어 경골과의 유연하고 오목한 관절이 제공되기 때문에 더욱 뚜렷하다. 이 굴절은 두 사람 사이에 사실상 움직이지 않는 관절을 만들어 낸다. 페트롤라코사우루스는 2-3-4-5-3의 마누라를 위한 팔란젤 공식을 가지고 있다. 페스의 경우 공식은 2-3-4-5-4이다. 자릿수 I-자리 V부터 자릿수가 증가한다. 메타타르살 4세는 메타타르살 1세의 3.5배이다. 후기 팔레오조 파충류의 많은 라인은 마누스와 페스에서 숫자 4의 감소를 가지고 있는데 이는 그 파충류들보다 페소라코사우루스가 더 원시적이라는 것을 보여준다. 페트롤라코사우루스 치아는 적당한 길이였고 약간 재발했으며 측면 압박이 없었다. 위턱의 프마실라에는 송곳니를 연상시키는 두 개의 이빨이 있다. 의치에는 길이가 모두 다른 25개의 작은 이빨이 있었다. 턱에 위치하면 위턱과 아래턱의 치아가 서로 맞물리지 않고 오히려 내측면을 따라 만난다는 것을 알 수 있다. 무질서한 치아의 길이는 일반적인 치아를 대체하는 원시적인 방법과 일치한다. 피테리고이드의 가로 테두리에 위치한 치아는 다른 치아들보다 훨씬 더 컸으며 이는 더 작고 단단한 껍질을 가진 곤충을 잡는데 특화된 것임을 보여준다. 페트롤라코사우루스의 턱은 길고 가늘었다. 골격근 부착점과 짧아진 시간부위를 바탕으로 인덕터 근육은 지렛대의 양이 제한적이어서 빨랐지만 약하게 물렸을 것이다. 이것은 페트롤라코사우루스가 살충제였다는 가설을 더욱 뒷받침해 주는 것이다. 파충류가 화석화된 진흙은 잘 보존된 곤충과 식물 지문을 만들어 주변 환경에 대한 외삽이 가능한 것으로 알려져 있다. 날개 달린 곤충, 침엽수의 열매, 그리고 다른 프테리도스페름의 화석 증거 때문에 페트롤라코사우루스는 침엽수림에서 살았던 완전히 육지 파충류로 생각된다. 앞다리는 135mm, 뒷다리는 165mm로 파충류의 길이비율이 등사골 부위보다 1배 가까이 길다. 또한 가솔라코사우루스는 앞다리와 뒷다리 모두에 스타일로포듐보다 긴 제우고포듐을 가지고 있다. 수생 파충류에서 더 짧은 제구포듐과 더 긴 스타일로포듐은 지느러미로 특징지어진다. 이 길이 관계와 페트롤라코사우루스의 넓은 천골 늑골은 둘 다 사방팔방으로 뻗은 자세를 나타낸다. 팔다리의 신장 또한 더 빠른 이동을 위한 적응이었다. 지상의 자연과 침엽수 서식지인 페트롤라코사우루스는 이 종족이 나무를 오를 수 있는지 없는지에 대해 의문을 제기한다. 1942년에 로버트 머텐스는 등반 능력과 일치하는 형태학적 특성을 가진 파충류 분석을 발표했다. 다른 특성들 중에서 주요 시너포모형은 다음과 같다.
1. 긴 자리수
2. 앞쪽 및 뒷쪽 사지에 있는 강하게 디커링된 자릿수
이러한 페트롤라코사우루스 팔랑어의 원위부 끝은 매우 크고 단단하게 발달된 측면결핵을 가지고 있다. 이러한 뼈의 과정은 인대의 부착물 역할을 했다. 가장 원위적인 팔랑게에서 가솔라코사우루스는 적당한 발톱이 붙어 있을 만한 적당한 탈곡 부위가 있었다. 손가락이 길쭉하고 발톱이 있는 중간 정도의 디커로 포인트를 준 것은 아마도 포식자에 의해 궁지에 몰렸을 때만 페트롤라코사우루스가 온건한 등반가임을 의미한다. 분류학적으로 보면 페트롤라코사우루스는 수생 펜실베이니아 고 스피노에퀄리스와 함께 기저 디옵시드 오더 아라이오스셀리디아의 일원이다. 페트롤라코사우루스의 구체적인 분류학적 배치는 매우 논란이 많은 주제다. 특이한 골학적 인물들과 파충류의 나이가 얼마나 되었는지 때문에 과학자들은 어떤 위치가 가장 이치에 맞는지를 왔다 갔다 한다. 일부 고생물학자들은 화석 기록의 큰 실수, 특히 로어 퍼미언에서 나타난 최초의 네오디옵시드 화석과 라스트 퍼미언에서의 확산으로 인해 페트롤라코사우루스의 현재 배치에 회의적이다. 현재 계통생성학적 배치를 보면 페트롤라코사우루스가 자매에서 초기 디옵시드의 두 번째 종인 스피노에퀄리스로 파생된 것을 알 수 있다. 스피노아에퀄리스와 대조적으로 페트롤라코사우루스는 가장 원시적인 디옵시드의 특징인 두개골과 두개골 후의 특징들을 많이 보여준다. 페트롤라코사우루스는 매우 원시적인 다른 로메리아인들과 뚜렷이 유사한 특징을 가지고 있다는 사실은 과학자들이 이 종들이 네오디옵시드의 조상이 될 만큼 충분히 나이가 들었다고 믿게 한다. 페트롤라코사우루스는 네오디옵시드가 가지고 있는 더 발전된 특징을 가지고 있지 않기 때문에 네오디옵시다와는 별개의 그룹에 배치되어 있다. 먹이로는 당대에 서식했던 곤충, 절지동물, 양서류 등을 잡아먹고 살았을 육식성의 도마뱀이 되는 종이다.

## 생존시기와 서식지와 화석의 발견
페트롤라코사우루스가 생존했던 시기는 고생대의 페름기로서 지금으로부터 2억 9000만년전~2억 4500만년전에 생존했던 종이다. 생존했던 시기에는 북아메리카를 중심으로 존재하였던 초원과 삼림에서 주로 서식했었던 도마뱀이다. 화석의 발견은 1945년에 미국과 캐나다의 페름기에 형성된 지층에서 미국과 캐나다의 고생물학자들에 의하여 처음으로 화석이 발견되어 새롭게 명명된 종이다.

## 같이 보기
- 파충류
- 고생대
- 페름기
- 도마뱀
- 화석